# Lohr am Main
Lohr am Main (ufficialmente Lohr a.Main, anche Lohr) è una città del circondario del Meno-Spessart nella Bassa Franconia, in Baviera, Germania. È situata sul fiume Meno nella zona dello Spessart, tra le città di Würzburg e Aschaffenburg. Lohr è sede, ma non membro della Verwaltungsgemeinschaft (collaborazione amministrativa) Lohr am Main (https://www.lohr.de/).

## Geografia fisica
Lohr è situata sul versante orientale della montagna Spessart su un'ansa del fiume Meno, con la quale comincia il cosiddetto "quadrato del Meno". Nei pressi della città il fiume Lohr sfocia nel Meno. Il fiume, che divide la città in due parti è attraversato da due ponti. Più a nord, nella zona di Sackenbach, sono presenti alcune chiuse.

### Frazioni
La città è suddivisa nelle seguenti frazioni amministrative:
- Halsbach (= Torrente Collo)
- Lindig
- Lohr (centro residenziale)
- Pflochsbach
- Rodenbach
- Ruppertshütten (= Casette di Ruperto)
- Sackenbach (= Torrente di Sacco)
- Sendelbach
- Steinbach (= Torrente dei Sassi)
- Wombach

## Storia
Le prime testimonianze storiche sulla città di Lohr risalgono al 1295, le fonti la menzionano come capoluogo della contea di Rieneck. Dal 1333 è stata nominata città. Nel 1366 l'intera contea diventò feudo di Magonza. Nel 1559, dopo la morte dell'ultimo conte Filippo III, Lohr fece parte dell Arcidiocesi di Magonza. Dal 1603 a 1618, durante la Controriforma, molti cittadini furono vittime della persecuzione delle streghe. Nel 1803 Lohr divenne parte, insieme con Magonza, del principato di Aschaffenburg del principe von Dalberg. Tale principato venne successivamente inglobato, nel 1814, come dipartimento del granducato di Francoforte, in Baviera. Nel 1875 venne costruito in città il "ponte vecchio" sul fiume Meno. Nel 1939 alla città venne incorporata la frazione di Sendelbach e dal 1972 al 1978 entrarono a far parte di Lohr anche le attuali frazioni di Halsbach, Rodenbach, Ruppertshütten, Sackenbach, Steinbach, Wombach e Pflochsbach.

## Commercio ed industria
Lohr è il più importante centro commerciale nel circondario del Meno-Spessart; solo 5.500 dei 12.000 impiegati nelle aziende cittadine abitano tuttavia nel comune.
Lohr è anche la seconda città bavarese in ordine della foresta comunale.

## Monumenti
- Municipio vecchio (1599 - 1602)

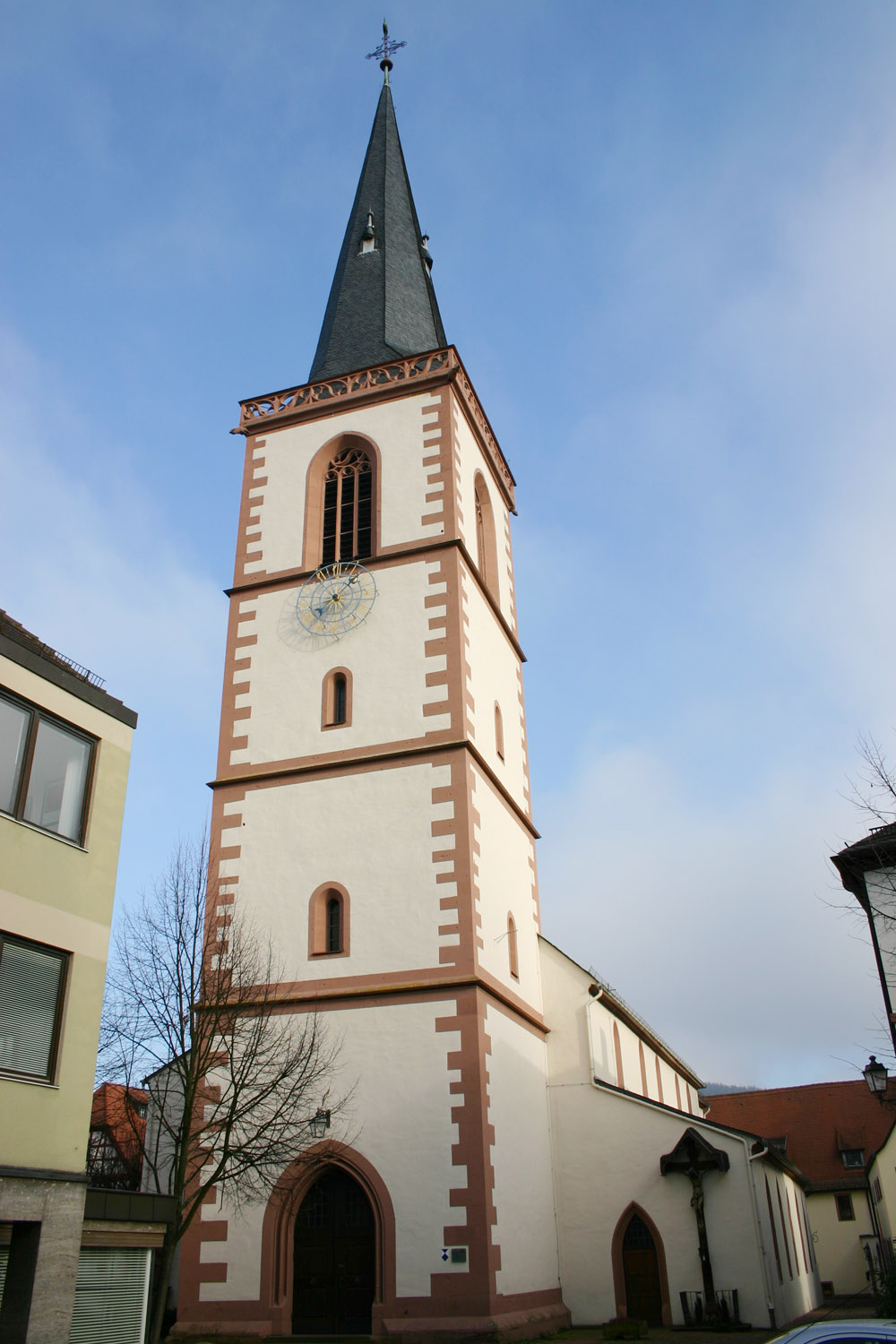
Chiesa cittadina.

- Castello (Kurmainzer Schloss, sec. 15 - 17)
- Torre 'Bayersturm' (1330-1385); Bayer è il cognome di una famiglia che lì abitava
- Pieve (sec. 12 - 15)
- Resti delle mura
- Quartiere storico dei pescatori Fischergasse
- Convento Maria Buchen
- Numerosi case con intelaiatura reticolare visibile.
- Katharinenbild

## Cultura

### Musei
- Spessartmuseum (https://spessartmuseum.de/) nel castello che si dice abbia ospitato la nascita di Biancaneve. Al suo interno diversi reperti storici degli ultimi quattro secoli, ma anche fossili e oggetti riconducibili alla preistoria.
- Schulmuseum (museo scolastico) nella frazione di Sendelbach dall'altra parte del Meno coi fulcri Kaiserreich (1871-1918) e Drittes Reich (1933-1945).
- In città si trova anche il museo più piccolo della Germania; si trova in una ex-cabina del trasformatore (monumento nazionale) in via “Haaggasse” e vi sono esposti diversi tipi di isolatori. È aperto solo il primo sabato di ogni mese.
- Il centro medievale e risorgimentale molto bello è provvisto di un'ampia zona pedonale. Sono ancora visibili alcuni resti della cinta muraria.
- La torre medievale simbolo della città non offre al suo interno alcun museo od altro ma è lo stesso aperta ai visitatori ogni sabato.
- La città è dotata inoltre della più grande piscina comunale della provincia. Ubicata lungo la riva del fiume Meno e poco distante dal ponte nuovo, è dotata di campi da calcio, tennis, beachvolley, pallavolo e basket oltre che di trampolini fino a dieci metri e un grande scivolo alto circa venti metri. Il costo d´ingresso ammonta a 2 euro per adulti e 1 per bambini.
- Museo degli isolatori (http://www.isolatorenmuseum.de/).

### Feste
- Nella città si svolge la processione di Venerdì santo con tredici statue di grandezza naturale; questa è una delle uniche tre festività di questo tipo rimaste in Baviera.
- Sagra della Birra Spessartfestwoche all'inizio di agosto; padiglione con 4.500 posti a sedere più 2.000 posti sul Lungomeno.

## Amministrazione

### Gemellaggi
Lohr è gemellata con:
- Přísečnice (Repubblica Ceca), dal 1956
- Burgusio (ted. Burgeis) frazione di Malles Venosta (Italia), dal 1972
- Ouistreham (Francia), dal 1992
- Milicz (Polonia), dal 2001

## Nella città sono nati
- Franz Christoph von Hutten (1706–1770), vescovo di Spira (nato nella odierna frazione di Steinbach)
- Friedrich Karl Joseph von Erthal (1719–1802), arcivescovo di Magonza, ultimo principe elettore li.
- Franz Ludwig von Erthal (1730–1795), vescovo di Bamberga e Würzburg
- Joseph Koeth (1870–1936), politico
- Nadine Angerer (1978), calciatrice della nazionale
- Secondo una credenza popolare, Biancaneve sarebbe nata a Lohr; di certo la celebre fiaba è originaria della Baviera.